# ضاحية ثيني
ثيني رمزها «TH» (بالإنجليزية: Theni)‏ ، هو تقسيم إداري لدولة الهند تتبع ولاية تاميل نادو (بالإنجليزية: Tamil  Nadu)‏ ، مركزها هو مدينة ثيني (بالإنجليزية: Theni)‏ عدد سكانها حسب تعداد سنة 2001 هو 1,094,724 ، مساحتها 3,066 كم² وكثافة السكان 357 لكل كم² .